# Antonio Dorado
Antonio Dorado Soto (Urda, 18 de junio de 1931 – Málaga, 17 de marzo de 2015) fue obispo de la diócesis de Guadix, Cádiz-Ceuta y Málaga, sucesivamente.

## Biografía
Tras finalizar sus estudios primarios en su localidad de origen, cursó los estudios eclesiásticos en el Seminario Conciliar de Toledo, continuándolos en la Universidad Pontificia de Comillas. Obtuvo la Licenciatura en Teología en esta última, en 1956. Recibió la ordenación sacerdotal, el 1 de abril de 1956.
Fue profesor del Seminario Mayor y Menor de Toledo, así como de la Escuela de Asistentes Sociales. Además fue consiliario de Apostolado Rural y Vice-Consiliario de Cursillos de Cristiandad; capellán de religiosas y de los hermanos Maristas, Vice-Consiliario del Consejo de Hombres de Acción Católica. En 1964 fue nombrado Consiliario Nacional de Apostolado Rural.

### Episcopado
Se trasladó a la diócesis de Guadix-Baza, donde fue vicario general y arcediano del cabildo. Posteriormente fue nombrado vicario capitular de la misma, al quedar la sede vacante en 1969. Fue nombrado obispo titular de la diócesis de Guadix-Baza el 31 de marzo de 1970, recibiendo la ordenación episcopal el 10 de mayo de ese mismo año.
Pablo VI lo nombró obispo de Cádiz-Ceuta, el 4 de septiembre de 1973 y tomó posesión de esta diócesis el 20 de octubre de ese año.
Fue nombrado obispo de Málaga por el papa Juan Pablo II el 26 de marzo de 1993, y el 23 de mayo del mismo año tomó posesión de la misma.
Presidió la Comisión Episcopal de Enseñanza entre 1993 y 1999, y entre 2005 y 2008, a partir de 2008 sigue formando parte de dicha Comisión.
El 18 de junio de 2006, tal y como establece el Código de Derecho Canónico, presentó su renuncia al papa Benedicto XVI al cumplir 75 años. El 10 de octubre de 2008, el Papa admite su renuncia, nombrando Obispo de Málaga a Jesús Catalá Ibáñez. Antonio Dorado fue administrador apostólico hasta el 13 de diciembre, cuando tomó posesión Jesús Catalá.
A partir de entonces, quedó como obispo emérito y residió en Málaga hasta su muerte, en la Casa Diocesana de Espiritualidad, junto al Seminario.